# Kék villám
A Kék villám (eredeti cím: Blue Thunder)  1983-ban bemutatott amerikai akciófilm. Rendezője John Badham, főszereplők Roy Scheider és Malcolm McDowell.
A történet elején egy szöveg szerint a filmben ábrázolt helikopter felszerelése, fegyverzete, felderítő eszközei külön-külön már léteznek és használatban vannak az Egyesült Államokban.
A filmet 1984-ben Oscar-díjra jelölték „legjobb filmvágás” kategóriában.

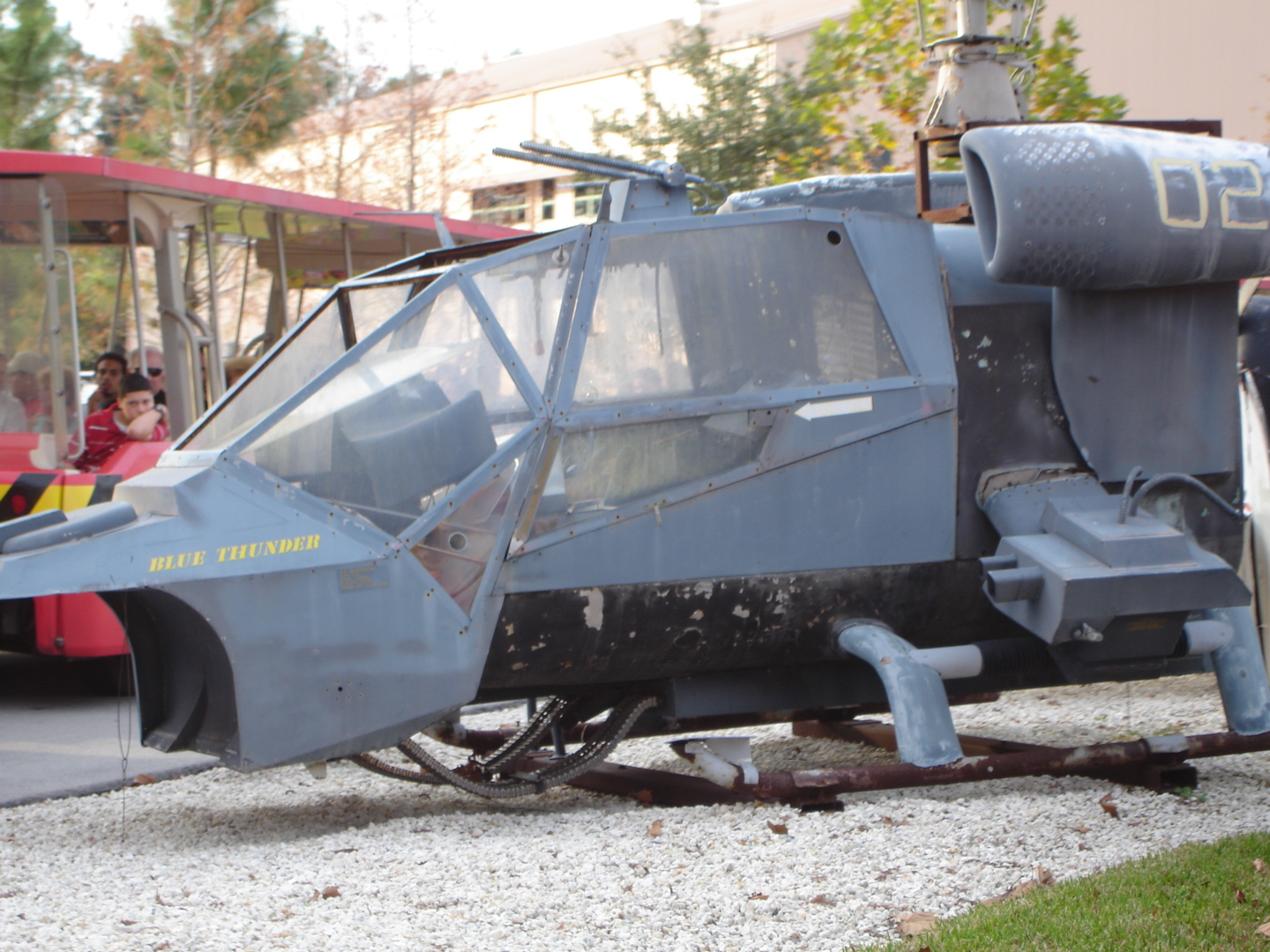
A filmben használt Kék Villám az MGM filmstúdió látogatóparkjában (Disneys Hollywood Studios, Florida, USA)

## Rövid történet
Egy kísérleti rendőrségi helikopter tesztpilótája megtapasztalja az új járművel járó baljós következményeket.

## Cselekménye
|  | Alább a cselekmény részletei következnek! |

Frank Murphy helikopterpilóta (Roy Scheider) valamikor a vietnámi háborúban szolgált katona volt. A háború alatt egy foglyot kidobtak a helikopterből, amit Murphy vezetett. Ez az esemény rémálmok formájában végigkíséri és nyomasztja. Murphynek van egy élettársa, Kate, akinek van egy 8-10 éves fia.
Murphy mellé egy fiatal újoncot osztanak be a Los Angeles-i rendőrségen, ahol pilótaként dolgozik. Ő Richard Lymangood (Daniel Stern). A rutinszerű őrjárat során egy meztelenül tornázó nőt is „megfigyelnek”. Murphy felfigyel egy rendszám nélkül várakozó fehér kocsira, amit jelentenek a központnak. A kocsiban ülő férfi két másik kocsiban ülő társaival hamarosan gyilkosságot követ el egy női nyomozó ellen, aki a kórházban belehal sérüléseibe. Mivel helikopterük még a közelben tartózkodik, a földre irányított reflektorukkal irányítják a lent tevékenykedő rendőröket, akik két támadót lelőnek, bár azok géppisztollyal lőnek rájuk.
Murphy a szolgálata lejártával, immár kocsijával visszamegy a helyszínre, és talál egy összegyűrődött, szakadt papírlapot a kerítés tetejébe akadva, amely nehezen olvasható, de felismerhető rajta négy nyomtatott nagy betű: THOR.
A rendőrfőnök az FBI felkérésére a legújabb harci helikopter, a Kék Villám tesztelését bízza rájuk. A gép fegyverarzenáljával nézőként az első bemutató alkalmával ismerkednek meg, ahol egy buszt könnyedén szétkap a hatcsövű gépfegyver, amit a pilóta sisakmozgása irányít.  A gépet Murphy régi ellenlábasa és valamikor társa, F.E. Cochrane ezredes (Malcolm McDowell) vezeti. Cochrane, hogy a Kék Villám és saját tudását fitogtassa, azt javasolja Murphynek (és társának), hogy kövessék őt egy repülésbemutatóra a város fölött.  Előtte azonban észrevétlenül meglazít egy csavart Murphy helikopterén, ami egy idő múlva lezuhan, de Murphy tapasztalatának köszönhetően kisebb karcolásokkal megússzák.
Amikor már ők ülhetnek a gépbe, a veterán repülőst és társát lenyűgözi az új gép technikai felszereltsége és tudása. A Kék Villám lopakodó helikopter, szinte zajtalanul képes megközelíteni célpontját, beépített hőkameráinak köszönhetően átlát a falakon, különleges iránymikrofonjaival még a suttogást is képes rögzíteni, nagy távolságból. Próbaképpen egyik munkatársuk motorját megtalálják a hőkamerával, majd a nagy felbontású kameraképpel lenyomozzák a rendszáma alapján, utána pedig meghallgatják az ultraérzékeny mikrofonnal a ház falán keresztül, hogy munkatársuk vajon egyedül tölti-e az éjszakát. A helikopter a katonai adatbázisokhoz is hozzáfér a komputerein keresztül, így a teszt alatt lenyomozzák saját magukat és pár felettesüket. Ekkor akadnak rá T.H.O.R. tervre (Taktikai Helikopter Offenzív Részleg).
A helikopterteszt végéhez közeledve Murphy meglátja régi ellenfele Corvette-jét a városban cirkálni, és lopakodó módban a nyomába erednek. Cochrane egy találkozón vesz részt az FBI épületében, ahol a Kék Villám felhasználását tárgyalják a T.H.O.R. terv során, amiről kiderül: szándékosan zavargásokat akarnak kelteni, hogy utána bevethessék a tömeg ellen a Kék Villámot, élesben demonstrálandó képességeit. Cochrane hozzáteszi, hogy a terv zavartalan lefolyása érdekében Murphyt el kell tenni láb alól. A beszélgetést lehallgatják, mikrofonnal és hőkamerával rögzítik egy speciális kazettára, azonban Cochrane odalép az ablakhoz és észreveszi az ott lebegő helikoptert.
Innentől az események felpörögnek és minden a szalag körül forog. Lymangood kiveszi a kazettát, amit csak egy kód ismeretében lehet letörölni.
A szalagot ismeretlen helyen elrejti, de amikor hazaér, a lakásába idegen fegyveresek hatolnak be és keresik a szalagot, Richardot pedig megverik és megkötözik. Ő azonban megszökik és menekülni kezd hátrakötözött kézzel, de utolérik az utcán és a korábban látott fehér autóval elütik. Richard életét veszti.
Utolsó cselekedeteként a szalagot korábban elrejtette egy autósmozi kukájában és hangüzenetet hagyott Murphynek a Kék Villámban. A hangüzenetet meghallgatva Murphy felhatalmazás nélkül elindul a géppel, felhívja telefonon a barátnőjét és a kazetta helyéhez küldi. Útja során a levegőből segíti a lány haladását, és akadályozza üldözőit. A lány feladata az is, hogy a szalagot egy bizonyos újságírónak adja át a helyi TV-társaságnál.
Innentől Murphyt „lövöldöző őrültként” kezelik, amit a tévében is bemondanak. Ellene nem csak a rendőrség, hanem a hadsereg is fellép, két F16-os vadászgép rakétákat lő ki rá, azonban ezeket is kicselezi, a rakéták épületekbe csapódnak és ott robbannak fel, ezért a repülőgépeket visszarendelik. Egyikük pilótája kénytelen katapultálni, mert Murphy a helikopter géppuskájával eltalálja a gépét.
A katonaság lefújja az akciót Murphy és a Kék Villám ellen, de Cochrane még nem adja fel. Ő is ellop egy helikoptert és Murphy nyomába ered, hogy rendezze évtizedek óta fennálló konfliktusukat. Az első lövéseket Cochrane adja le, amik vérző sebet okoznak Murphynek és a Kék Villám célzórendszerét is tönkreteszik, amit onnantól nem lehet használni. A két pilóta között tűzpárbaj alakul ki a városban cikázva. Murphyt elkezdik kísérteni a vietnámi emlékképek, amikből kiderül, hogy éppen Cochrane volt az, aki a helikopterből hidegvérrel kilökte a megkötözött foglyot.
Murphy a Kék Villámot turbó módba kapcsolva megkísérli a lehetetlent és nekivág a bukfencnek (amit sokak szerint nem lehet megcsinálni). A tűzpárbajt a bukfenc dönti el, aminek végén Murphy darabokra robbantja ellenfele gépét. Murphy a győzelem jeleként régi ellenfele kézjelét és mottóját („Még elkaplak”) mutatja a lezuhanó, égő roncsokra.
A történet végén a gépet egy tehervonat elé teszi a sínekre, ahol az felrobban, hogy a technológia ne kerülhessen rossz kezekbe.
|  | Itt a vége a cselekmény részletezésének! |

## Szereplők
| Szerep                                         | Színész          | Magyar hang        |
| ---------------------------------------------- | ---------------- | ------------------ |
| Frank Murphy őrnagy                            | Roy Scheider     | Fülöp Zsigmond     |
| F. E. Cochrane ezredes                         | Malcolm McDowell | Ujréti László      |
| Richard Lymangood, fiatal pilóta, Murphy társa | Daniel Stern     | Pusztaszeri Kornél |
| Kate, Murphy barátnője                         | Candy Clark      | Zsurzs Kati        |
| Jack Braddock százados                         | Warren Oates     | Szabó Ottó         |
| Montoya                                        | Joe Santos       | Kránitz Lajos      |
| Icelan                                         | Paul Roebling    | Balkay Géza        |
| Fletcher                                       | David Sheiner    | Kertész Péter      |
| Grundelius                                     | Anthony James    | N/A                |

## A film készítése
Dan O'Bannon és Don Jakoby forgatókönyv-írók az 1970-es évek végén kezdték írni a történetet, amikor együtt laktak Hollywoodban, és az alacsonyan repülő rendőrségi helikopterek rendszeresen felébresztették őket. A történet először erősebb politikai töltéssel rendelkezett, amiben egy rendőrállam a lakosságot igen fejlett megfigyelőrendszerrel és nehézfegyverekkel ellenőrzi. Sok segítséget kaptak Bob Woods kapitánytól, aki akkoriban a Los Angeles Police Department légitámogatási osztályát vezette.
A Blue Thunder történet első vázlatában Frank Murphy őrültként viselkedik, lövöldözni kezd és lerombolja Los Angelest, majd F-16-osokat vetnek be ellene, melyek megsemmisítik.
Ez volt Warren Oates egyik utolsó filmje, a filmet neki ajánlották.
Malcolm McDowell, aki a filmben Murphy ellenlábasát, Cochrane ezredest játssza, repülési fóbiában szenved. Amikor a filmben mindketten helikopterben ülnek és összecsapnak, McDowell utálkozó arckifejezése valódi volt, mivel kényelmetlenül érezte magát a pilótafülkében. Ez több repüléses jelenetben észrevehető.

## Forgatási helyszínek
- Amíg a helikopter leszállóhelye építés alatt volt, a LAPD Hooper Heliport-ot használták.
- Az autósmozi, ahol a kazetta el volt rejtve, a Pickwick Theatre (Burbank, Kalifornia). A helyén azóta bevásárlóközpont épült.[4]

## Megjelenése
Magyarországon 1986. január 9-én mutatták be a mozik.
DVD-n 2001. május 22-én jelent meg a Sony Pictures Home Entertainment forgalmazásában.

## Fogadtatás

### Kritikai visszhang
Az amerikai filmkritikusok véleményét összegző Rotten Tomatoes 84%-ra értékelte 19 vélemény alapján.

### Díjak, jelölések
elnyert díj
- 1984, Szaturnusz-díj, legjobb női mellékszereplő – Candy Clark

jelölés
- 1984, Oscar-díj, legjobb vágás – Frank Morriss, Edward M. Abroms
- 1984, Szaturnusz-díj, legjobb férfi főszereplő – Roy Scheider

## Fordítás
- Ez a szócikk részben vagy egészben  a   Blue Thunder című angol Wikipédia-szócikk fordításán alapul.  Az eredeti cikk szerkesztőit annak laptörténete sorolja fel. Ez a jelzés csupán a megfogalmazás eredetét és a szerzői jogokat jelzi, nem szolgál a cikkben szereplő információk forrásmegjelöléseként.